# Ebbe Jularbo
Oskar Eberhardt "Ebbe" Jularbo, född 11 januari 1915 i Katarina församling i Stockholm, död 8 januari 1991 i Enskede församling, var en svensk dragspelare.
Jularbo föddes som son till musikern Calle Jularbo då denne under åren 1913–1921 var trolovad med Gerda Larsson. I förhållande föddes även Ebbe Jularbos bror Karl Oskar Hjalmar (1919–1920)
Ebbe Jularbo gifte sig 7 juni 1944 med Katja Iris Vendela Dorotea Solveig, född 27 december 1914 i Avesta församling.
Jularbo och hans far omnämns i Povel Ramels Birth of the gammeldans från revyn På avigan (1966): "Först kommer Calle Jularbo med Eberhardt i hand..."

## Familj och anor
På fädernet härstammade Ebbe Jularbo i rakt nedstigande led från Peter Detlofsson (1738–1815) som ingick i ett "anhang zigeuner", och som landshövdingen lät "efterslå" och som skulle drivas ur riket. Stamfadern Gabriel Alexandersson Meijer, var skarprättare i Uppsala i slutet av 1600-talet. Calle Jularbos mormorsmor Aima Elisabet Baudin (1789–1866) var inte av resandesläkt, men träffade i unga år en betydligt äldre glashandlare av resandesläkt, Vidrik Gripenfeldt. De fick sonen Karl Johan Gripenfeldt (1812–1872).

## Ebbe Jularbos minnesfond
Till minne av Ebbe Jularbo instiftades 1993 Ebbe Jularbos minnesfond ur vilken stipendium delas ut till framstående dragspelare.

### Stipendiater
- Peter Forsell[4]
- 1996 - Lars-Åke Gustafsson
- 2014 - Lennart Wärmell[5]
- 2020 - Åsa Arvidsson[6]